# Ceramika bazaltowa

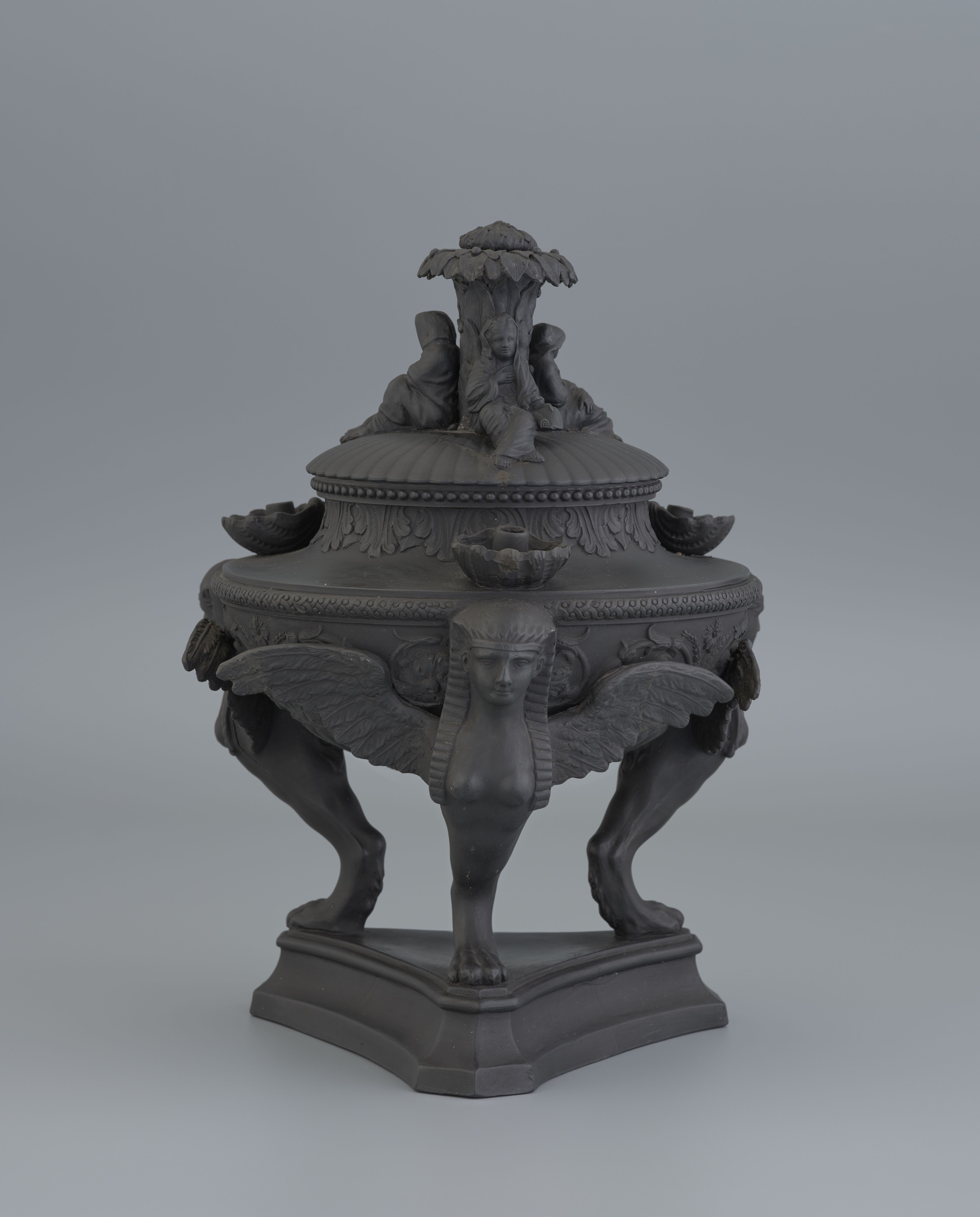
Kadzielniczka z kamionki bazaltowej, Wedgwood, ok. 1800. Muzeum Narodowe w Warszawie, Oddział w Nieborowie

Ceramika bazaltowa – wyroby ceramiczne z czarnej kamionki, barwionej związkami żelaza i manganu, bardzo spoistej, z polewą solną. 
Masę tę, która nazwę zawdzięcza podobieństwu do bazaltu, wynalazł w roku 1769 Joshiah Wedgwood. Wyrabiano z niej serwisy do kawy i herbaty, wazy, zastawy stołowe, także medaliony. 